# Campeonato Russo de Futebol de 2005
O Campeonato Russo de Futebol de 2005 foi o décimo quarto torneio desta competição. Participaram dezesseis equipes. O campeão e o vice se classificam para a Liga dos Campeões da UEFA de 2006-07. O  terceiro e o quarto colocados se classificam para a Copa da UEFA de 2006-07. O quinto colocado se classifica para a Copa Intertoto da UEFA de 2006. Dois clubes caem e dois são ascendidos. Os clubes FC Kuban Krasnodar e FC Rotor Volgogrado foram rebaixados na temporada passada.

## Participantes
| Equipe                   | Cidade           | Região                  | No ano anterior                                                       | Estádio                        | Capacidade | Títulos                                           | Participações |
| ------------------------ | ---------------- | ----------------------- | --------------------------------------------------------------------- | ------------------------------ | ---------- | ------------------------------------------------- | ------------- |
| PFC CSKA Moscovo         | Khamovniki       | Moscovo                 | Vice Campeão                                                          | Estádio Lujniki                | 81.000     | 1 (2003)                                          | 14            |
| Spartak Moscovo          | Presnensky       | Moscovo                 | Oitavo Lugar                                                          | Estádio Lujniki                | 81.000     | 9 (1992, 1993, 1994, 1996,1997, 1998, 1999, 2000) | 14            |
| Torpedo Moscovo          | Danilovsky       | Moscovo                 | Quinto Lugar                                                          | Estádio Lujniki                | 81.000     | 0 (não possui)                                    | 14            |
| Dínamo Moscovo           | Aeroport         | Moscovo                 | Décimo Terceiro Lugar                                                 | Estádio Dínamo de Moscou       | 36.540     | 0 (não possui)                                    | 14            |
| FC Alania Vladikavkaz    | Vladikavkaz      | Ossétia do Norte-Alânia | Décimo Quarto Lugar                                                   | Estádio Republicano do Spartak | 32.464     | 1 (1995)                                          | 14            |
| Lokomotiv Moscovo        | Preobrazhenskoye | Moscovo                 | Campeão                                                               | Estádio Lokomotiv de Moscou    | 30.000     | 2 (2002, 2004)                                    | 14            |
| FC Krilia Sovetov Samara | Samara           | Oblast de Samara        | Terceiro Lugar                                                        | Estádio Metallurg              | 33.320     | 0 (não possui)                                    | 14            |
| FC Rostov                | Rostov do Don    | Oblast de Rostov        | Décimo Segundo Lugar                                                  | Estádio Rostselmash            | 15.840     | 0 (não possui)                                    | 13            |
| FC Zenit São Petersburgo | Petrogrado       | São Petersburgo         | Quarto Lugar                                                          | Estádio Petrovsky              | 21.570     | 0 (não possui)                                    | 11            |
| FC Saturn                | Ramensky         | Oblast de Moscovo       | Sétimo Lugar                                                          | Estádio Saturn                 | 16.8000    | 0 (não possui)                                    | 7             |
| FC Moscovo               | Danilovsky       | Moscovo                 | Nono Lugar                                                            | Estádio Eduard Streltsov       | 14.274     | 0 (não possui)                                    | 5             |
| FC Shinnik Iaroslavl     | Iaroslavl        | Oblast de Iaroslavl     | Sexto Lugar                                                           | Estádio Shinnik                | 22.000     | 0 (não possui)                                    | 8             |
| FC Rubin Kazan           | Cazã             | Tartaristão             | Décimo Lugar                                                          | Estádio Central de Cazã        | 28.500     | 0 (não possui)                                    | 3             |
| FC Amkar Perm            | Perm             | Oblast de Perm          | Décimo Primeiro Lugar                                                 | Estádio Zvezda                 | 19.500     | 0 (não possui)                                    | 2             |
| FC Terek Grozny          | Grózni           | Chechênia               | Campeão do Campeonato Russo de Futebol de 2004 - Segunda Divisão      | Estádio Sultan Bilimkhanov     | 10.500     | 0 (não possui)                                    | 1             |
| FC Tom Tomsk             | Tomsk            | Oblast de Tomsk         | Vice-Campeão do Campeonato Russo de Futebol de 2004 - Segunda Divisão | Estádio Trud                   | 15.000     | 0 (não possui)                                    | 1             |

## Regulamento
O campeonato foi disputado no sistema de pontos corridos em turno e returno em grupo único.  Ao final, dois são promovidos e dois são rebaixados.

## Primeira Fase
CSKA Moscovo foi o campeão e classificou-se para a Liga dos Campeões da UEFA de 2006-07, junto com o vice, Spartak de Moscovo.
Lokomotiv Moscovo e Rubin foram classificados para a Copa da UEFA de 2006-07.
FC Moscovo foi classificado para a Copa Intertoto da UEFA de 2006.
Alânia e Terek foram rebaixados para o Campeonato Russo de Futebol de 2006 - Segunda Divisão.

## Campeão
| Campeão Russo de 2005      |
| -------------------------- |
| PFC CSKA Moscovo 2° Título |